# Усатий Ренато Георгійович
Ренато Георгійович Усатий (рум. Renato Usatîi; нар.. 4 листопада 1978, Фалешти, Молдавська РСР) — молдовський проросійський політик, бізнесмен, громадський діяч. Голова партії Наша Партія, з 2015 по лютий 2018 року — примар (голова) другого за значенням міста Бєльці. Має також російське громадянство. Після того, як проти нього порушили кримінальну справу, проживає в Москві.

## Біографія
Ренато Усатий народився 1978 року в сім'ї вчителів. Закінчив факультет іноземних мов Бельського державного університету імені Ал'ку Руссо. У 1999 році працював на громадських засадах на Балтійському міжнародному форумі, де познайомився з російськими політиками і підприємцями.
У 2000—2001 роках — супервайзер Міжнародного аеропорту Кишинева, потім у 2002—2004 р. провідний інженер комбінату харчування Молдовської залізниці . З 2005 р. займається бізнесом в Росії, президент компанії ВПТ-НН (Нижній Новгород).
У 2013—2014 роках — старший віце-президент Спілки будівельників залізниць (Москва).

## Родина
Колишня дружина — Кароліна Тампіза, підприємець (дочка Костянтина Тампізи, колишнього віце-прем'єр-міністра, міністра економіки і міністра фінансів), у шлюбі з якою народилися дві дочки: Валерія і Олександра.

## Політична діяльність
З 2011 року — радник прем'єр-міністра Молдови Влада Філата, засудженого в 2016 році за корупцію.
У 2012 році повернувся на батьківщину, почав займатися благодійністю і допомогою місцевому населенню. Політикою він зайнявся в 2014 році.
13 квітня 2014 року був обраний головою Народно-республіканської партії (НРП), яка на тому ж з'їзді отримала назву «Наша партія» («Partidul Nostru»). Проте в червні 2014 року Мін'юст Молдови відмовився реєструвати партію через непроведення партією в перші два місяці конгресу. У серпні 2014 року Вусатий створив нову партію, назвавши її «ПАРУС» (ПАртія Ренато УСатого), з якою вирішив брати участь у парламентських виборах 2014 року в Республіці Молдова, однак 15 вересня Міністерство юстиції Молдови відмовилося зареєструвати партію через підозри в тому, що були сфальсифіковані 30 % підписів членів партій, а Міністерство внутрішніх справ Молдови почало розслідування. 30 вересня Ренато Вусатий вирішив брати участь у виборах за списком партії «Patria», очолюваної екс-послом Молдови в Румунії і екс-главою Апарату Президента Петра Лучинського Еміліаном Чобу.
В ході передвиборної кампанії Усатий використовував гасла «Сила в правді» і «Молдова без корупції», також виступаючи за неприєднання Молдови ні до Європейського, ні до Митного союзів. Противники звинувачували політика у зв'язках з Росією та криміналом. За три дні до виборів 28 листопада партія була знята з виборів за звинуваченням «незаконне використання зовнішнього фінансування». Сам Усатий припускав ці дії, ще 21 листопада заявивши про підготовлювані проти нього та його партії провокації. Партія «Patria», список якої очолював Ренато Усатий, за соціологічними опитуваннями долала виборчий поріг. Після зняття з виборів Ренато Усатий повідомив в соціальних мережах, що у зв'язку з можливим його арештом йому необхідно залишити країну. 8 лютого 2015 року був організований з'їзд Народно-республіканської партії, і Ренато Усатий знову був обраний головою партії. Після цього Народно-республіканська партія Молдови знову була перейменована наф «Partidul Nostru — Наша Партія». Цього разу партію зареєстрували.
На місцевих виборах 14 червня 2015 року (другий тур — 28 червня 2015 року) очолювана Усатим «Наша Партія» здобула перемогу, зайнявши перше місце за кількістю виграних міст. Кандидати «Нашої Партії» перемогли в 12 містах. Ренато Усатий вже у першому турі (74 % голосів) було обрано мером другого за величиною в Молдові міста Бєльці. Станом на 2017 рік представники «Нашої партії» контролюють всі великі міста півночі Молдови, а також всі міста Гагаузької автономії на півдні, включаючи столицю автономії, м. Комрат.
14 березня 2017 року в Державній Думі Російської Федерації Усатий і Володимир Жириновський підписали Угоду про співпрацю між «Нашою партією» і Ліберально-демократичною партією Росії (ЛДПР). Делегація ЛДПР взяла участь у роботі 5-го позачергового з'їзду «Нашої партії» 18 березня 2017 року.
29 грудня 2017 року Ренато Усатий звернувся до муніципальних радників Бєльц від своєї партії з пропозицією скликати надзвичайну сесію муніципального ради з ініціативою про проведення референдуму про довіру йому як голові Бєльц. Про це Усатий заявив у прямому ефірі через соцмережі через розв'язану на його думку центральною владою пропагандистської кампанії з порятунку Бєльц", після спровокованого приватною компанією «сміттєвої кризи». Усатий зазначив, що піде у відставку, навіть якщо за неї висловиться всього 50 % + 1 виборець, а не стільки ж виборців, скільки висловилися за його обрання, як це передбачає Кодекс про вибори. Він підкреслив, що зараз повинні вирішувати саме бєльчани, які довірили йому керувати містом.
19 січня 2018 року муніципальна рада Бєльц проголосував за проведення референдуму про відставку Ренато Усатого. Це відбулось після чотириденного голодування членів муніципальної ради, яке 15 січня вони ініціювали через розпочату "справжню війну проти фракції «Нашої партії», бо Національний антикорупційний центр порушив кримінальні справи проти деяких членів «Нашої партії» і провів обшуки в будинках деяких членів ради. За проведення референдуму в Бєльцях проголосував 21 муніципальний радник від НП.
15 лютого 2018 року Ренато Усатий подав у відставку з поста примара Бєльц, оголосивши про своє рішення 13 лютого 2018 року. Це рішення він ухвалив, коли стало відомо, що державна канцелярія не допустить проведення референдуму про довіру меру міста. У зв'язку з тим, що відбувається, як він заявив, «залякування муніципальних радників від Нашої партії», він подав у відставку зараз, щоб в Бєльцях були дострокові вибори 20 травня, коли ЦВК визначив єдиний день голосування (на додаткових місцевих виборах 20 травня 2018 року). Він призначив Миколу Григоришина, віце-примара, виконуючим обов'язки примара Бєльц. Григоришин став кандидатом у примари від «НП» на дострокових виборах 20 травня і виграв вибори у першому турі, отримавши 61,74 %.

## Організація масових протестів восени 2015 року
У вересні в Молдові почалися масові вуличні протести проти політики уряду, в яких окремо брали участь проєвропейські і проросійські політичні сили (до останніх відносять «Нашу партію» та «партію соціалістів Республіки Молдова»). Ренато Усатий заявив, що «Наша партія» має намір вимагати відставки Президента, Уряду, керівництва Генпрокуратури, Центру Антикорупції, Нацбанку і Центральної виборчої комісії.

## Справа про «украдений мільярд»
У травні 2014 року Усатий виступив на телебаченні з повідомленням, що з банківської системи Молдови з допомогою корумпованого керівництва країни викачуються величезні суми грошей, які виводяться з країни. Проте ця заява не отримало тоді широкого громадського резонансу.
Через кілька місяців заяви Усатого підтвердилися. Навесні 2015 року, спочатку в пресі, а потім у політичних колах Молдови розвернувся широкомасштабний скандал, пов'язаний з «украденим мільярдом доларів», в який були залучені лідери правлячих партій, прем'єр-міністр Республіки Молдова Юріє Лянке, голова Національного банку Віктор Дрегуцану, члени уряду і парламенту Молдови. У квітні 2015 року в Кишиневі почалися масові вуличні протести. Маніфестанти вимагали відправити у відставку уряд, керівників силових органів, голови Національного банку, а також виявити і покарати винних у «крадіжці мільярда».
У жовтні Усатий опублікував переданий йому запис телефонних переговорів, з якого тало зрозуміло, що в скандалі замішані ряд високопоставлених осіб, включаючи екс-прем'єра Республіки Молдова та лідера правлячої Ліберально-демократичної партії Молдови Володимира Філата.
23 жовтня 2015 року Усатий був затриманий співробітниками служби інформації і безпеки Молдови після повернення до Кишинева з Москви. Адвокат політика пов'язала цю подію з публікацією її клієнтом аудіозаписів телефонних розмов людей з голосами, схожими на голоси бізнесмена Ілана Шора та депутата Володимира Філата, у зв'язку з чим Генпрокуратура Молдови порушила кримінальну справу.
25 жовтня відбулося судове засідання, в ході якого Генеральна прокуратура зажадала продовжити попередній арешт політика на 30 діб. Однак суд ухвалив рішення звільнити Усатого з-під варти. Біля будівлі суду в цей час відбувався мітинг, на який зібралися кілька тисяч прихильників Усатого з вимогою негайно звільнити свого лідера. Вийшовши з будівлі, Ренато Усатий очолив стихійний марш центральною вулицею Кишинева до наметового «Містечку Молдови».

## Кримінальне переслідування
У січні 2016 року Генеральна прокуратура Молдови відкрила кримінальну справу проти Усатого за фактами погроз на адресу посадових осіб в ході протестів. Ініціатором справи став президент Молдови Микола Тімофті, який зазначив про погрози здоров'ю і фізичної розправи з боку політичного опонента.
24 жовтня 2016 року молдовський суд видав ордер на арешт Усатого за звинуваченням у замовленні вбивства банкіра Германа Горбунцова у 2012 році, розшук здійснювався і по лінії Інтерполу. Після цього політик зник у Москві, куди він відправився у відрядження.
19 травня 2017 року Ренато Усатий звернувся з запитом до Інтерполу про видалення його справи з бази даних. За словами політика, кримінальна справа носить політичний характер, а судочинство проходить з порушенням законів і процедур. Контрольна комісія Інтерполу прийняла запит до розгляду 29 травня 2017 року, а 6 червня 2017 був заблокований доступ країн-членів Інтерполу до справи Усатого.
У вересні 2017 року Європейський суд з прав людини прийняв до розгляду скаргу адвокатів Ренато Усатого на численні порушення, допущені прокуратурою.

## Інтерпол визнав переслідування Ренато Вусатого політичним
Контрольна комісія міжнародної поліції звернулася до національних представництв Інтерполу у Великій Британії, Румунії і Росії, щоб отримати додаткову інформацію про факти, викладені у заявах Усатого. У британському представництві Інтерполу відповіли, що у Великій Британії немає мотивів для притягнення до відповідальності або переслідування Ренато Усатого.
У свою чергу, Усатий стверджує, що справу проти нього сфабрикували за замовленням лідера Демократичної партії Володимира Плахотнюка, який, за словами Усатого, замовив вбивство Горбунцова і відібрав у банкіра акції Universalbank. Виконавець замаху на Горбунцова Віталій Прока, який відбуває термін в Румунії в іншій справі, також стверджує, що отримав замовлення від Плахотнюка.
Комісія Інтерполу проаналізувала всі докази і факти, наведені сторонами (Усатим, Молдовою, Росією, Великою Британією та Румунією), і констатувала, що «навіть якщо припустити, що описані правопорушення носять загальноправовий характер, Комісія вважає, що в цьому конкретному випадку переважає політичний аспект, і що оспорювані дані не відповідають статті 3 Статуту Інтерполу».
18 травня 2018 року Інтерпол видалив зі своєї бази справу лідера «Нашої партії» Ренато Усатого і припинив його розшук — відповідний сертифікат, що підтверджує видалення з бази міжнародної поліції, був виданий Генеральним секретаріатом Інтерполу. У міжнародній поліції прийшли до висновку, що ця справа політично вмотивована.
У вирішенні Контрольної комісії Інтерполу сказано, що «збереження оспорюваних даних (справа Усатого) може негативно позначитися на нейтралітет організації (Інтерполу), оскільки існує значний ризик того, що організацію будуть сприймати як сприяючу політично вмотивованої діяльності, що може призвести до суперечки між двома країнами-членами Інтерполу».

## Аспекти проросійської політики
Ренато Усатий відомий своїми проросійськими поглядами та зв'язками з Росією. Його політична діяльність значною мірою відзначена підтримкою проросійського курсу та критикою проєвропейських сил у країні. Очолювана ним політична сила «Наша партія» офіційно декларує зовнішньополітичний нейтралітет, який полягає в ідеї неприєднання до Європейського чи Митного союзів. У міжнародному плані орієнтується на близькі йому популістські сили. У Росії до таких належить ЛДПР, з якою у 2017 році «Наша партія» підписала угоду про співпрацю. Втім, Володимир Жириновський із ким тільки не підписував подібних декларацій і яких тільки ідеологічних спілок не створював. Є і суттєвіший аргумент: опозиціонер має російське громадянство, що вже давало привід відмовляти молдовській стороні в його екстрадиції, після порушення на батьківщині численних кримінальних справ. У 2016 році Ренато Усатий переховується від молдовського правосуддя, утікши до Росії. Після того, як у РФ його запідозрили у зв'язках із фігурантом справи про ландромат Борисом Ушеровичем, він поспішно переїжджає до Німеччини. Потім, за першої ж сприятливої нагоди, знову з'явився в Молдові. Скрізь, де б не з'являвся Ренато Усатий, він незмінно виявляється замішаний у темних історіях та кримінальних справах, які за його словами завжди є «замовними» та «політичними».
Ренато Усатий став відкриттям молдовського політичного сезону-2014. Пропрацювавши не один рік у Москві, розвивши там свій бізнес і повернувшись до Молдови, він несподівано для багатьох вирішив перейти з бізнесу в політику та розпочати власний політичний проект у Молдові. Головний редактор місцевого видання Newsmaker.md Володимир Соловйов вважає, що Усатий — це проєкт Кремля. У нього в партії люди Рогозіна, він проти ЄС, він критикує проєвропейську владу, має бізнес у Москві, має зв'язки у ФСБ. Противники Усатого стверджують, що бізнесменом опікується або Кремль, або молдавський кримінал, що засів у Росії. За словами Усатого, він має непогані зв'язки у різних державних органах Росії, але ні чиїм проєктом не є. Якби за ним стояв Кремль, його не зняли б з виборів.
Ренато Усатого та Ігоря Додона поєднує не просто проросійська риторика. Вони користуються відкритою підтримкою адміністрації президента Росії Володимира Путіна.